# Beresina oder Die letzten Tage der Schweiz
Beresina oder Die letzten Tage der Schweiz ist eine Satire aus dem Jahr 1999 von Daniel Schmid. Der Film parodiert Schweizer Klischees und die Schweizer Wirklichkeit, insbesondere die der höheren gesellschaftlichen Kreise.

## Handlung
Aus dem Industriestandort Elektrostal in Russland kommt Irina auf der Suche nach einer besseren Zukunft in die Schweiz. Sie freundet sich mit dem Schweizer Anwalt Waldvogel an, der sie in höhere Kreise einführt, in denen sie sich als Callgirl betätigen soll. Waldvogel und seiner Freundin Charlotte geht es darum, über Irina an Informationen zu kommen; sie versprechen ihr dafür einen Schweizer Pass. Irina geht naiv darauf ein, wobei sie die skurrilen Wünsche der Herren, denen sie zugeführt wird, nicht als Sex betrachtet.
Einer ihrer Freier ist der schon leicht senile ehemalige Divisionär Sturzenegger. Er ist von Irina fasziniert und macht ihr ebenfalls Versprechungen. Zudem eröffnet er ihr die Existenz eines an die P-26 erinnernden Geheimbundes pensionierter Offiziere, dessen Mitglied er ist und der im Zweiten Weltkrieg gegründet wurde, um die Schweiz vor einer Machtübernahme, etwa durch Deutschland, zu retten.
Als Irina herausfindet, dass sie von allen Seiten betrogen wurde, aktiviert sie – wieder eher unabsichtlich – durch einen Anruf die Geheimgruppe, die daraufhin einen erfolgreichen Putsch durchführt. Als die Putschisten nach Übernahme von Staat und Medien den Beginn der Telefonkette zurückverfolgen, stossen sie auf Irina, die sie dann in der Luzerner Jesuitenkirche kurzerhand zur Königin der Schweiz krönen.